# Подымова (Орловская область)
Подымова — деревня в Знаменском районе Орловской области. Входит в состав Коптевского сельского поселения.

## География
Протекает р. Рыдань.
Уличная сеть
Луговая улица

## Население
| 2010 |
| ---- |
| 6    |

## История
Деревня Подымова упоминается в 1678 году в составе Севского разряда в Карачевском уезде среди поместий Рословского стана.